# Zamek w Chocianowcu
Zamek we wsi Chocianowiec w województwie dolnośląskim, w powiecie polkowickim, w gminie Chocianów.

## Historia
Gród wraz z zamkiem myśliwskim wzmiankowany był w 1286 r. W XV w. dokonano jego rozbudowy. Wielokrotnie przebudowywany w XVI, XVII i XIX w. uzyskał styl renesansowy. Od 1917 r. należał do hrabiego Rittenberg. W 1935 r. mieściła się w nim siedziba urzędu pracy. Zniszczenia wojenne spowodowały zniszczenie części obiektu, w latach 1945–1955 mieściła się tu szkoła. Od 1955 pozostaje nieużytkowany i popada w ruinę. Zachowały się mury budowli oraz resztki fosy.